# Čepelarska rijeka
Čepelarska rijeka (bugarski: Чепеларска река, također i Čaja, Чая i Asenica, Асеница) je rijeka u Bugarskoj. 
Izvore kod vrha Rožen (1500 m nadmorske visine) u Rodopima.
Duga je 87 km, a gospodarski značaj joj daju dvije hidroelektrane koje su izgrađene na njoj. Ukupna proizvodnja struje na njima je 2.400 kWh.
Ova rijeka teče kroz grad Čepelare, pored Bačkovskog samostana, nizvodno i kroz drugi najveći grad u Plovdivskoj oblasti, Asenovgrad, a uvire u rijeku Maricu, čija je pritoka.